# 羅氏油紋鱸
羅氏油紋鱸，為輻鰭魚綱鱸形目鱸亞目藍紋鱸科的其中一種，分布於中西大西洋貝里斯外海海域，深度180-290公尺，為熱帶海水魚，體長可達2.2公分，棲息在礁石區底層水域，生活習性不明，可做為觀賞魚。

## 擴展閱讀
- 羅氏油紋鱸的图片